# Jazzical Moods
Jazzical Moods ist ein Jazzalbum von Charles Mingus, das im Dezember 1954 in New York City eingespielt wurde. Die Aufnahmen erschien zunächst unter dem Namen von Charles Mingus und John LaPorta auf dem Label Period Records unter dem Titel Jazzical Moods, Vol. 1 und Vol. 2 in Form von zwei 25-cm-Langspielplatten. Unter dem neuen Titel The Jazz Experiments of Charlie Mingus wurden sie – gekürzt um einen Titel – 1956 als 30-cm-LP auf Bethlehem veröffentlicht. Unter dem ursprünglichen Titel Jazzical Moods wurden die Aufnahmen 1995 von Original Jazz Classics (Period OJCCD-1857-2) als Compact Disc wiederveröffentlicht, nachdem sie (unautorisiert) u. a. unter den Titeln Abstractions und Intrusions im Handel waren.

## Hintergrund
Die von Leonard Feather für das kurzlebige Label „Period“ produzierten Aufnahmen entstanden rund einen Monat nach Charles Mingus’ Aufnahme von Jazz Composers Workshop für Savoy Records, an denen auch John LaPorta und Teo Macero mitgewirkt hatten. Hinzu kamen für die Aufnahmen im Dezember 1955 der Trompeter Thad Jones (der aus Vertragsgründen unter dem Pseudonym „Oliver King“ gelistet wurde), der Cellist Jack Wiley und der Schlagzeuger Clem DeRosa. In drei Stücken spielte Mingus auch Piano; während er in What Is This Thing Called Love? und Minor Intrusion Bass und Klavier abwechselnd einsetzte, wurde in Four Hands Bass und Piano im Overdub-Verfahren übereinander gelegt.

## Musik des Albums
Von den fünf gespielten Mingus-Kompositionen basierten drei auf Standard-Material; Spur of the Moment leitete Mingus von George Gershwins ’S Wonderful (1927) ab, Four Hands von Idaho (1941). Trilogy Logo setzt sich wiederum zusammen aus Cole Porters Jazzstandard What Is This Thing Called Love?, gespielt von John LaPorta auf dem Altsaxophon, über dessen Harmonien Hot House (gespielt von Thad Jones) und Woody’n You, gespielt von Teo Macero gelegt werden. Damit verschachtelte Mingus mehrere Themen ineinander, was er später noch perfektionieren sollte. Cellist Jack Wiley spielt die Basslinien Mingus’ weiter, während dieser zum Klavier wechselt. Thrice Upon a Time, in Quartettbesetzung gespielt, lehnt sich stark an Eulogy vom Vorgängeralbum an, wobei LaPorta dabei auf die Einleitung von Pithecanthropus Erectus (auf dem gleichnamigen Album von 1956) anspielt, wie auch das zehnminütige, von LaPorta arrangierte Minor Intrusion, das auch Anspielungen auf Portrait enthält und in den späteren Mingus-Kompositionen I of Hurricane Sue (1971) und Farwell Farewell (1977) zitiert wird.

## Titelliste

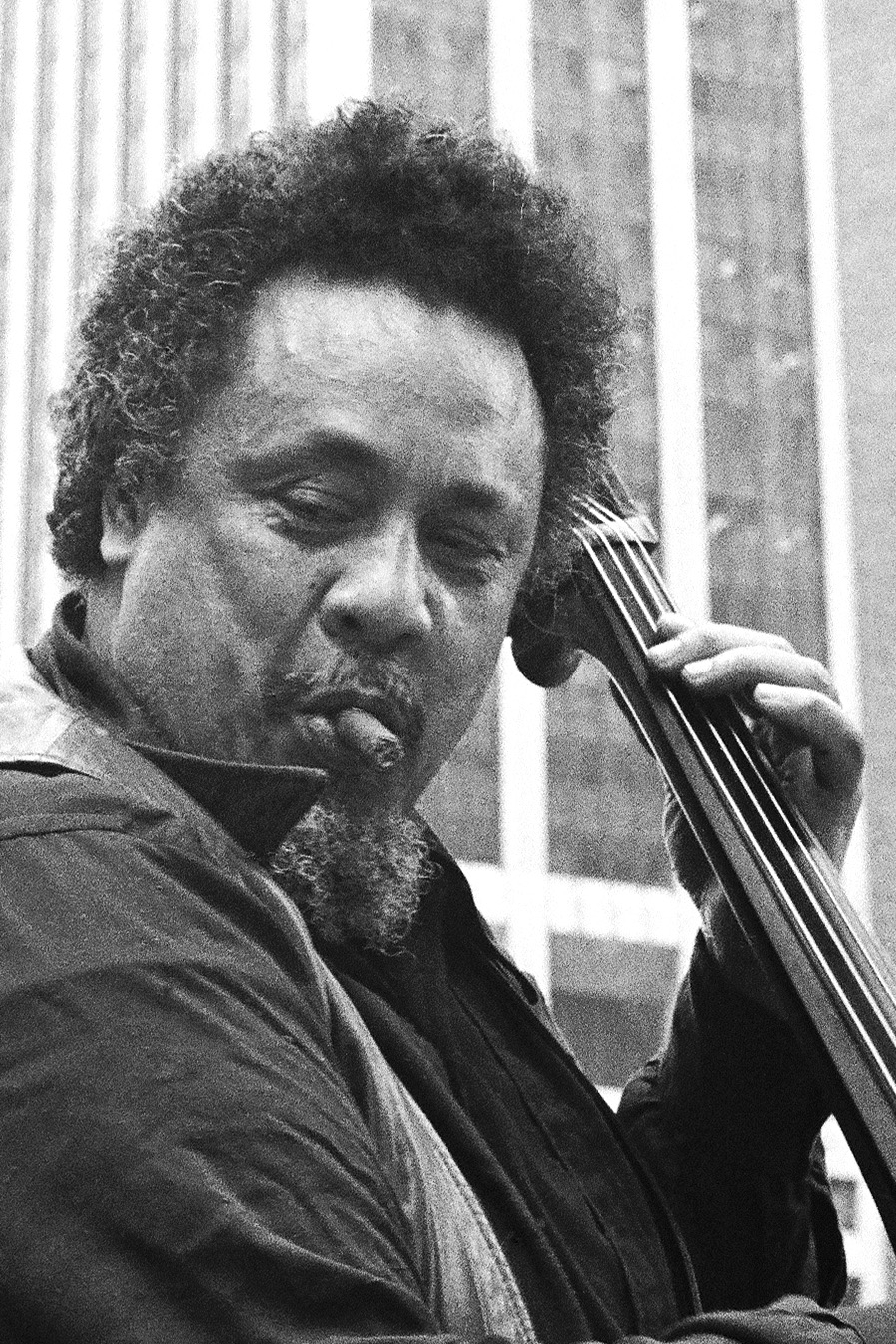
Charles Mingus 1976 in Manhattan (New York)

- Charles Mingus/John LaPorta: Jazzical Moods, Vol. 1 (Period SPL 1107[5])
  - A1  What Is This Thing Called Love?
  - A2  Stormy Weather
  - B1  Minor Intrusion
  - B2  Abstractions
- Charles Mingus/John LaPorta: Jazzical Moods, Vol. 2 (Period SPL 1111[6])[7]
  - A1  Thrice Upon a Theme
  - A2  Four Hands
  - B1  The Spur Of The Moment
  - B2  Echonitus
- Charles Mingus: The Jazz Experiments of Charlie Mingus (Bethlehem BCP 65[8])

1. What Is This Thing Called Love? [Trilogy Pogo] (Cole Porter) – 8:14
2. Minor Intrusion (Mingus) – 10:23
3. Stormy Weather (Harold Arlen, Ted Koehler) – 3:21
4. Four Hands (John LaPorta, Mingus) – 8:59
5. Thrice Upon a Theme (Mingus) – 6:47
6. The Spur of the Moment/Echonitus (LaPorta) – 8:43

## Rezeption
Nat Hentoff schrieb nach dem Erscheinen der ersten 10-Zoll-LP (Period SPL-1107) im Downbeat:, dies sei

“Mingus’ most wholly realized date so far as a leader-writer or, more accurately, it’s the one that has most directly communicated to me in terms of emotions as well as concepts”

„die bislang [erste] weitgehend vollständig von Mingus realisierte Aufnahme als Leiter/Komponist oder – noch exakter – eine, die mir sehr direkt Freude bereitet, sowohl was die Emotion als auch ihr Konzept betrifft.“

Die Saturday Review (1955) befand das Album Jazzical Moods Vol. 2 als exzellent. Die Zeitschrift Metronome  lobte die „breit angelegten Übungen in polytonaler Lyrik“ und hob die gelungenen Beiträge von Thad Jones hervor.
Kritischer äußerte sich der Autor des Billboard im Juli 1955:

“Charlie Mingus and John LaPorta have attempted before to adapt avantgarde longhair concepts and techniques to the jazz medium. In this sextet […] seem to get kicks out of this polytonal ride, but only sporadically do they seem actually to understand what is wanted of them. A lot of food for thought is here for the most modern of the modern.”

„Charlie Mingus und John LaPorta hatten schon zuvor versucht, künstlerische Avantgarde-Konzepte und Techniken ins Jazz-Medium zu adaptieren. Dieses Sextett […] scheint aber aus dieser polytonalen Fahrt rauszufleigen, nur sporadisch verstehen sie, was von ihnen erwartet wird. Eine Menge Stoff wurde hier für das Modernste vom Modernen ausgedacht.“

Heather Phares verlieh dem Album in Allmusic lediglich drei (von fünf) Sternen und würdigte, dass diese Period-Aufnahmen von 1954 mit Thad Jones und John LaPorta alte und neue Formen klassischer und Jazzmusik zu einem neuen Cool Jazz Sound verbanden. Titel wie Minor Intrusion und Thrice Upon a Time veranschaulichten die Synergie zwischen Mingus und seinen Musikern, und untermauern seine kompositorischen Talente.
Ebenfalls in Allmusic meinte Scott Yanow, dass sich Mingus zur Zeit dieser Aufnahmen in einer Phase des Übergangs befand. Er stand kurz vor dem Abschluss seiner Erforschungen moderner klassischer Musik und fügte dabei seinen Kompositionen eine starke emotionale Empfindung hinzu. Dabei schuf Mingus Musik, die noch im Bop wurzelte, aber schon gleichzeitig Solospiel und ungewöhnliche Klangkombinationen verwendete. Die Resultate sind zwar nicht essentiell, jedoch oft faszinierend.

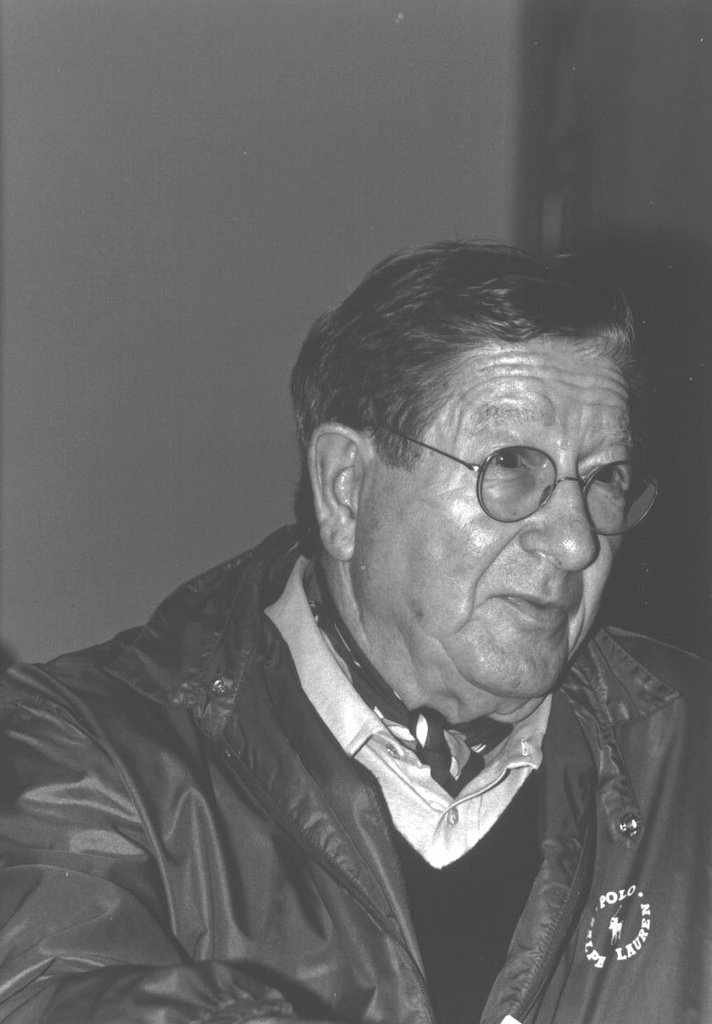
Teo Macero (1996)

Für die Mingus-Biografen Horst Weber und Gerd Filtgen ist das Album „eine eigenartige Aufnahme“; hier treffe die Binsenweisheit zu, „daß viele Köche den Brei verderben“. Für die Autoren stand Thad Jones zu dieser Zeit noch zu sehr unter dem Einfluss Dizzy Gillespies, während Teo Macero nicht seine Vorliebe für den weichen Warne-Marsh-Sound verleugne. Mingus und John LaPorta hingegen wären von den Ideen Lennie Tristanos geprägt. „Charles Mingus war noch weit entfernt von seiner dynamischen afroamerikanischen Musik, die sich erst in den folgenden Jahren immer stärker herauskristallisieren sollte.“ Hier hingegen gebe besonders das u. a. in Stormy Weather eingesetzte Cello von Jack Wiley den Arrangements „einen aufgesetzten modernistischen Charakter“
Auch Brian Priestley zeigte in seiner Mimgus-Biografie (1985) Vorbehalte gegen das Album: „The lack of solidity, not to mention dynamism, in the rhythm section combines with the saxophones’ lack of expressivity (rather well shown up by Thad Jones’s presence) to detract from material which is again interesting in itself.“
Die Kritiker Richard Cook und Brian Morton verliehen dem Album in The Penguin Guide to Jazz lediglich 2½ Sterne (von vier) und verwiesen ähnlich wie Priestley auf das ungewöhnlich langweilige Spiel Teo Maceros, und auch dem Schlagzeuger Clem DeRosa würde jeglicher Enthusiasmus fehlen.

## Editorischer Hinweis
Unautorisierte (und gekürzte) Wiederveröffentlichungen der Aufnahmen erschienen u. a. auch auf Affinity (unter dem Titel Abstractions, AFF 135 (1985, LP), Affinity (CD AFF 750) als CD), auf Drive Archive (Intrusions, CD), Everest Records Archive of Folk & Jazz Music (Charlie Mingus, LP FS-235), Fresh Sound Records (Jazzical Moods, CD FSR-CD 62) und Koch Records (Welcome to Jazz, CD 321 974 D1).